# Jörg Kiefer

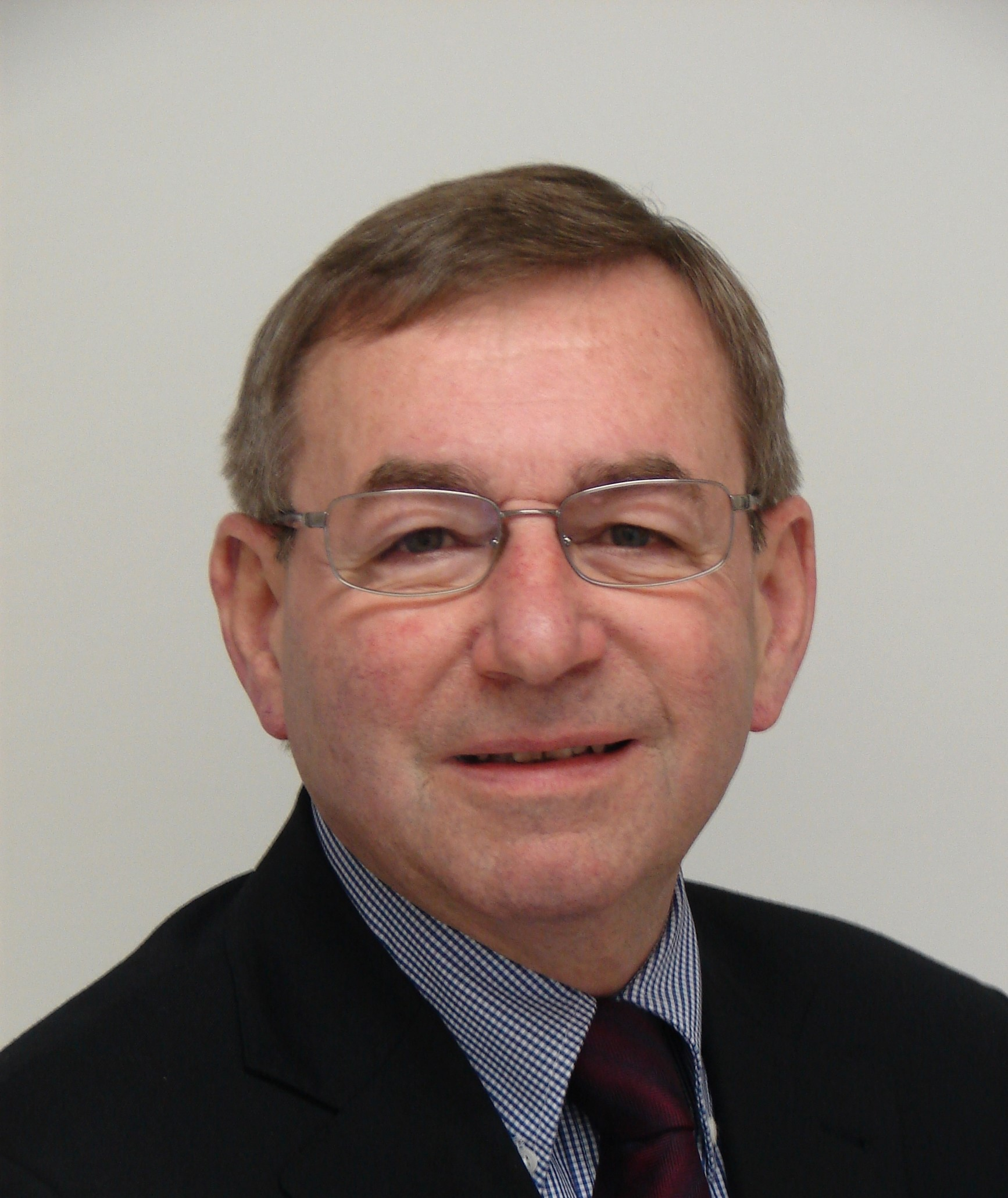
Jörg Kiefer (2010)

Jörg Kiefer (* 25. September 1944 in Wangen bei Olten; † 23. September 2010 in Beatenberg, heimatberechtigt in Starrkirch-Wil) war ein Schweizer Journalist, Autor und Politiker (FDP).

## Leben

### Herkunft und Ausbildung
Jörg Kiefer wuchs in Wangen bei Olten auf. Nach einer Lehre zum Hochbauzeichner absolvierte er am Lehrerseminar Solothurn (damals Teil der Kantonsschule) auf dem zweiten Bildungsweg eine Ausbildung zum Primarlehrer. In dieser Zeit war er in der Studentenverbindung Wengia aktiv.

### Beruflicher und politischer Werdegang
Ab 1969 war er Ressortleiter Kanton Solothurn, später Inlandredaktor der Solothurner Zeitung, zunächst unter Chefredaktor Ulrich Luder. Nach einer Meinungsverschiedenheit mit dem neuen Chefredaktor Bruno Frangi über die künftige Ausrichtung des Blattes wechselte er 1985 als Korrespondent in die Inlandredaktion der Neuen Zürcher Zeitung.
Kiefer war Mitglied der Freisinnig-Demokratischen Partei und von 1986 bis 1994 Präsident der Stadtpartei Solothurn sowie von 1996 bis 2003 Vizepräsident der Solothurner Kantonalpartei. Von 1977 bis 1993 war er Mitglied im Solothurner Gemeinderat und von 1981 bis 1986 kantonaler Verfassungsrat. Von 1993 bis 2001 gehörte er dem Solothurner Kantonsrat an.

### Privates
Jörg Kiefer war verheiratet und hatte zwei Söhne. Er starb 65-jährig bei einem Unfall auf einer Wanderung auf das Niederhorn im Berner Oberland.

## Publikationen (Auswahl)
- 100 Jahre Wengia Solodorensis, 1984, Habegger AG Druck und Verlag
- Flugbild Solothurn, 1986, Aare Verlag, ISBN 3-7260-0238-3
- 125 Jahre Burgerleist Solothurn, 1875–2000, Daten und Fakten zur Leistgeschichte, 2000
- Der Kantonsrat – das Reformparlament, 2005, Lehrmittelverlag Kanton Solothurn, ISBN 3-905470-22-5
- Kantonale Pensionskasse Solothurn – 1957–2007 PKSO : 50, 2007
- Köpfe, Ereignisse, Taten. 125 Jahre Wengia Solodorensis, 2009, Kommissionsverlag Lüthy+Stocker, ISBN 978-3-9523566-1-6.